# Клистрон

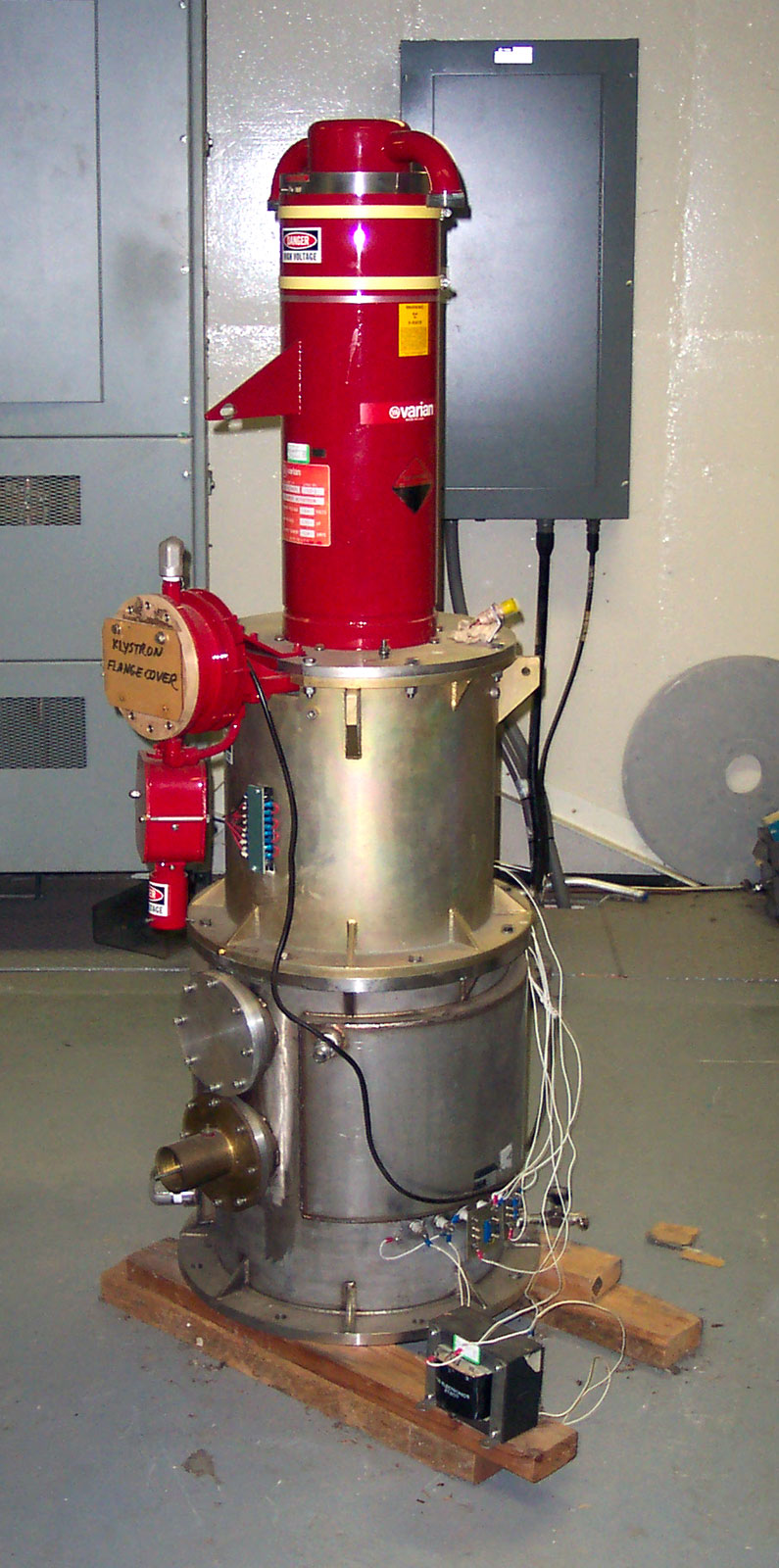
Клистрон в Космическом исследовательском центре в Канберре, Австралия

Клистро́н — электровакуумный прибор, в котором преобразование постоянного потока электронов в переменный происходит путём модуляции скоростей электронов электрическим полем СВЧ (при пролёте их сквозь зазор объёмного резонатора) и последующей группировки электронов в сгустки (из-за разности их скоростей) в пространстве дрейфа, свободном от СВЧ-поля.

## Классификация
Клистроны подразделяются на 2 класса: пролётные и отражательные.
В пролётном клистроне электроны последовательно пролетают сквозь зазоры объёмных резонаторов. В простейшем случае резонаторов 2: входной и выходной. Дальнейшим развитием пролётных клистронов являются каскадные многорезонаторные клистроны, которые имеют один или несколько промежуточных резонаторов, расположенных между входным и выходным резонаторами.
В отражательном клистроне используется один резонатор, через который электронный поток проходит дважды, отражаясь от специального электрода — отражателя.

## История
Первые конструкции пролётных клистронов были предложены и осуществлены в 1938 году американскими инженерами Расселом и Сигуртом Варианом.
Отражательный клистрон был разработан в 1940 году Н. Д. Девятковым, Е. Н. Данильцевым, И. В. Пискуновым и независимо от них В. Ф. Коваленко.
Самый большой по мощности клистрон был изготовлен в 1986 году для ускорителя частиц TRISTAN в японском научно-исследовательском центре Цукуба (масса - 1150 кг, высота - 4 метра 35 сантиметров, выходная мощность - 1200 кВт).

## Пролётные клистроны
Принцип работы пролётного клистрона (ПК) основан на использовании инерции электронов протяжённого прямолинейного электронного потока. ПК применяется как усилитель мощности, преобразователь сдвига частоты и умножитель частоты. Диапазон частот ПК от 200 МГц до 100 ГГЦ, выходная мощность от 1 Вт до 1 МВт в непрерывном режиме и до 100 МВт в импульсном режиме. ПК является самым мощным усилителем СВЧ.

### Устройство и принцип действия

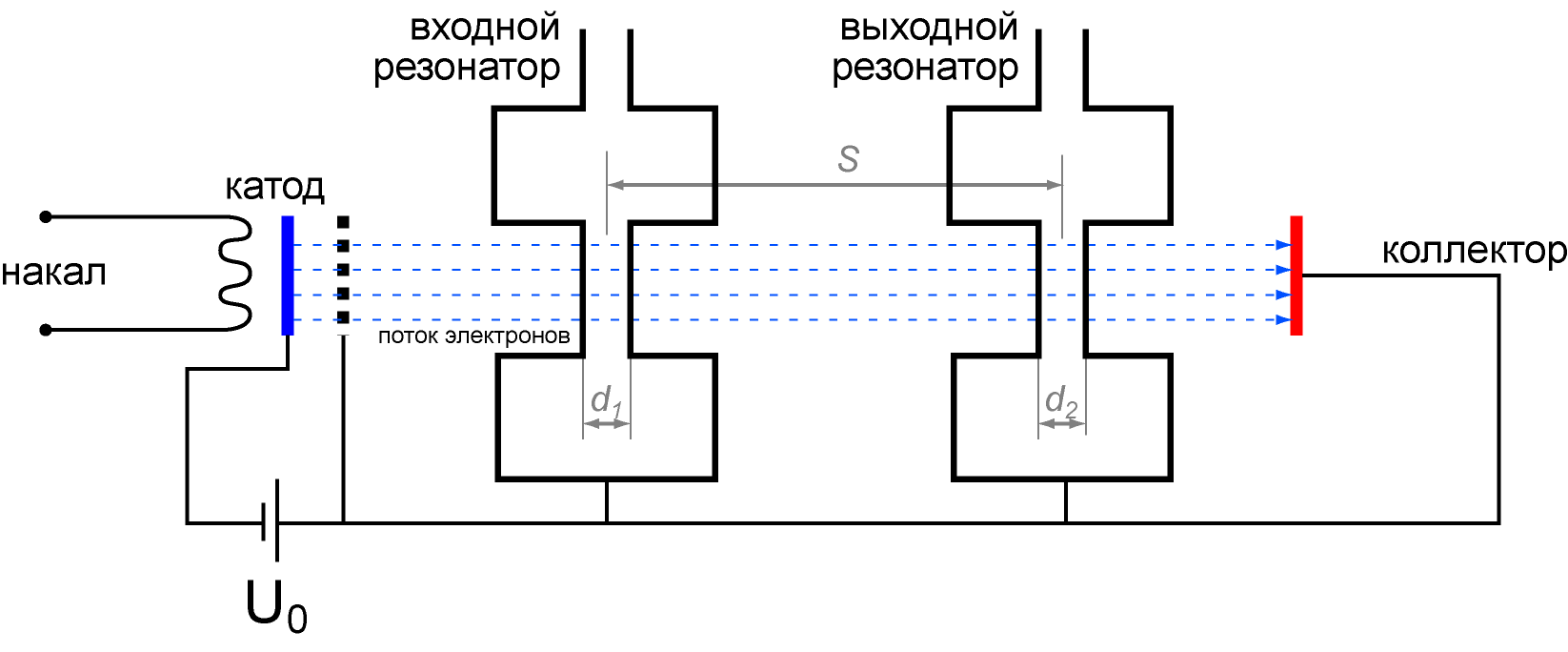
Устройство пролётного клистрона

В клистроне имеются два объёмных резонатора с ёмкостными сеточными зазорами. Первый резонатор называют входным, или модулятором, второй — выходным. Пространство между ними называют пространством дрейфа или группирования.
Электроны, эмитируемые катодом, ускоряются постоянным напряжением {\displaystyle U_{0}} второго электрода и попадают в узкий сеточный зазор первого резонатора, в котором имеется продольное потоку электронов СВЧ-поле. Это поле периодически ускоряет и замедляет электроны, модулируя электроны в электронном потоке по скорости. Двигаясь далее в пространстве дрейфа, электроны постепенно образуют сгустки за счёт того, что быстрые электроны догоняют медленные. Этот модулированный по плотности электронный поток попадает во второй резонатор и создает в нём наведённый ток той же частоты, что и частота входного модулирующего поля и частота следования сгустков. В результате между сетками второго резонатора появляется высокочастотное электрическое поле, которое начинает взаимодействовать с потоком электронов. Необходимые параметры клистрона подбираются таким образом, чтобы электрическое поле второго резонатора тормозило сгустки электронной плотности и ускоряло её разрежения. В результате в среднем за период одного колебания поля тормозится большее число электронов, чем ускоряется. При этом Кинетическая энергия электронов преобразуется в энергию СВЧ-колебаний электромагнитного поля второго резонатора, а электроны, пройдя резонатор, оседают на коллекторе, рассеивая оставшуюся часть кинетической энергии в виде тепла.

### Параметры и характеристики

#### КПД
Под КПД клистрона обычно понимается электронный кпд {\displaystyle \eta _{el}}:
{\displaystyle \eta _{el}={\frac {P_{2n}}{P_{0}}},}
то есть отношение мощности {\displaystyle P_{2n}}, отданной электронным потоком СВЧ-полю в выходном резонаторе на n-й гармонике, к подведённой мощности {\displaystyle P_{0}.}
Решая задачу о наведении мощности в нагрузке выходного резонатора из общих принципов наведения тока электронным потоком, можно получить, что максимум {\displaystyle P_{2n}}, а значит и максимум КПД определяется максимумом функции Бесселя:
{\displaystyle \eta _{elmax}={J_{n}(nX)}_{max},}
где {\displaystyle J_{n}} — функция Бесселя первого рода n-го порядка,
{\displaystyle n} — номер гармоники,
{\displaystyle X} — так называемый параметр группировки.
| {\displaystyle n} | {\displaystyle \eta _{elmax},\%} | {\displaystyle X_{max}} |
| 1                 | 58,2                             | 1,84                    |
| 2                 | 48,7                             | 1,53                    |
| 3                 | 43,4                             | 1,40                    |
| 8                 | 32,0                             | 1,22                    |
| 16                | 26,0                             | 1,13                    |

В таблице представлены максимальный электронный КПД двухрезонаторного клистрона и оптимальная величина параметра группировки для различных гармоник.
Если уменьшать параметр {\displaystyle X,} например уменьшая амплитуду входного сигнала или увеличивая амплитуду ускоряющего напряжения, то электронный поток окажется недогруппированным. КПД и выходная мощность при этом падают. То же происходит и в перегруппированном потоке.
Реальный КПД пролётного двухрезонаторного клистрона, учитывающий потери в колебательной системе, на сетках резонаторов и другие факторы, гораздо меньше и не превышает 20 %.

## Многорезонаторный клистрон

### Устройство и принцип действия

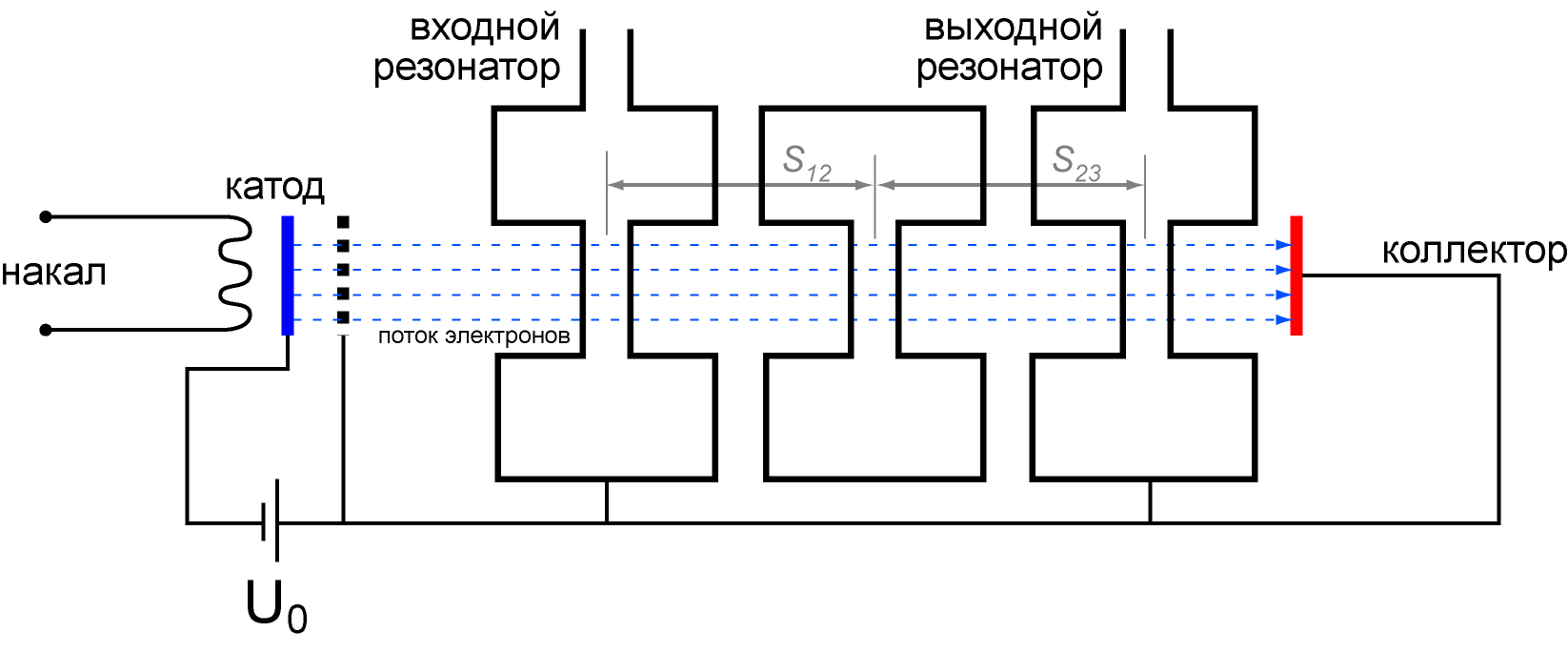
Устройство многорезонаторного клистрона

В многорезонаторных клистронах между входным и выходным резонаторами помещают дополнительные ненагруженные резонаторы. В качестве примера, поясняющего особенности их работы, достаточно рассмотреть пролётный трёхрезонаторный клистрон.
Предположим, что промежуточный резонатор точно настроен на частоту входного сигнала. Как и в двухрезонаторном клистроне, во входном резонаторе электроны модулируются по скорости и далее группируются в первом пространстве дрейфа. Если на вход поступает слабый входной сигнал, то и модуляция электронного потока будет незначительной. При этом величина наведенного тока во втором резонаторе также будет малой. Однако поскольку ненагруженный промежуточный резонатор является высокодобротной системой, то даже при малой амплитуде конвекционного тока напряжение, создаваемое на его сетках, будет большим. Этому в значительной мере благоприятствует то обстоятельство, что второй резонатор не связан с внешней нагрузкой. Суммарные активные потери во втором резонаторе определяются только потерями в самом резонаторе и электронной нагрузкой затвора[прояснить].
В установившемся режиме ток и напряжение во втором резонаторе имеют ту же частоту, что и частота входного сигнала. Напряжение, наведенное между сетками второго резонатора, вызывает сильную модуляцию скорости электронов и сильную группировку электронного потока во втором пространстве дрейфа. В результате распределение электронов в сгустках их плотности будет определяться вторым резонатором и зависимость конвекционного тока в третьем резонаторе будет примерно такой же, как в двухрезонаторном клистроне, образованном вторым и третьим резонаторами, но при модулирующем напряжении гораздо большем, чем модулирующее напряжение первого резонатора. При этом коэффициент усиления значительно увеличится, так как группирование электронов осуществляется при значительно меньшей амплитуде входного сигнала, подводимого к первому резонатору. Аналогичные процессы протекают в каждом промежуточном резонаторе многорезонаторного клистрона.
Упрощённо принцип действия прибора можно наглядно продемонстрировать на примере достаточно длинного загруженного участка дороги, оснащенного светофорами. Несмотря на то, что автомобили имеют различные скорости движения и ускорения при разгоне и торможении (аналог распределения скоростей электронов) в зонах, следующих за светофорами, поток машин будет достаточно четко модулирован с частотой, равной частоте переключения сигналов светофора (аналог резонатора), причём эта модуляция будет сохраняться и на некотором расстоянии от светофоров. Если все светофоры работают согласованно (система «Зеленая волна») то на некотором протяжении дороги средние скорости автомобилей выравняются и модуляция потока будет сохраняться на всём его протяжении. Даже если на начальном участке дороги светофорное регулирование действует не на все автомобили (часть из них въезжает на нерегулируемых перекрестках), что является аналогом слабого сигнала на входе первого резонатора клистрона, на сравнительно небольшом участке произойдёт синхронизация скоростей.
С физической точки зрения повышение коэффициента усиления многорезонаторного клистрона достигается не за счёт увеличения КПД и выходной мощности, а за счёт снижения мощности сигнала, необходимой на входе усилителя для управления электронным потоком.

### Параметры и характеристики

#### КПД
В рассматриваемом выше идеальном случае (когда второй резонатор точно настроен на частоту входного сигнала) максимальная выходная мощность и электронный КПД остаются такими же, как и в двухрезонаторном клистроне, то есть предельное значение КПД составляет 58 %, поскольку остается таким же максимальное значение амплитуды первой гармоники конвекционного тока в последнем резонаторе.
Для увеличения КПД в многорезонаторных клистронах производится небольшая расстройка относительно усиливаемой частоты промежуточных резонаторов, где велико напряжение, создаваемое наведённым током (обычно это предпоследний резонатор). В то же время уменьшение выходной мощности и коэффициента усиления клистрона, возникающее при расстройке резонаторов, компенсируется увеличением количества резонаторов. (Коэффициент усиления примерно равен {\displaystyle 15+20(N-2)} дБ, где {\displaystyle N} — число резонаторов.) Теоретические расчеты показывают, что в этом случае электронный КПД можно увеличить до 75 % и расширить полосу рабочих частот до нескольких процентов. Практически обычно применяют четырёх-шестирезонаторные клистроны.

## Отражательный клистрон

### Устройство и принцип действия

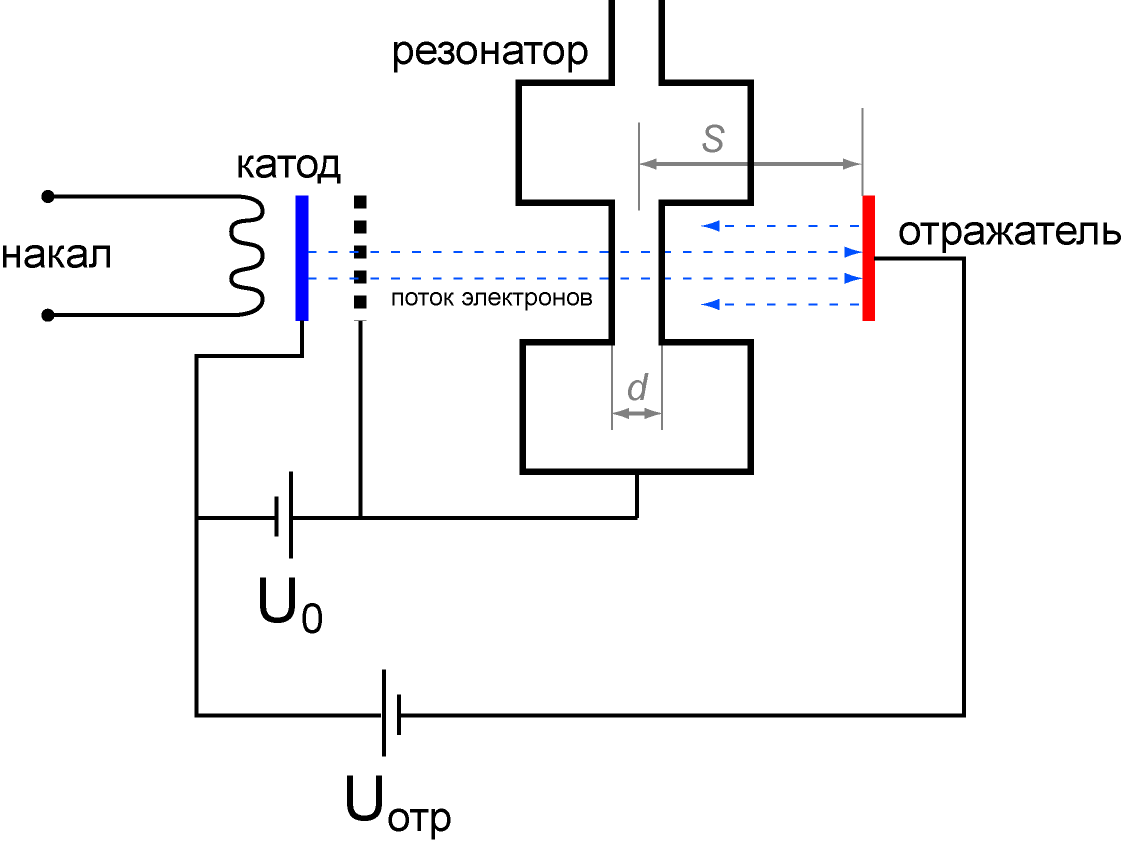
Устройство отражательного клистрона

Отражательные клистроны предназначены для генерирования СВЧ-колебаний малой мощности.
Отражательный клистрон имеет один резонатор, дважды пронизываемый электронным потоком. Возвращение электронов осуществляется с помощью отражателя, находящегося под отрицательным постоянным потенциалом по отношению к катоду. Таким образом, резонатор играет роль группирователя при первом прохождении электронов и роль выходного контура при втором прохождении. Промежуток между резонатором и отражателем играет роль пространства дрейфа, где модуляция электронного потока по скорости переходит в модуляцию по плотности.
Для того чтобы клистрон мог генерировать СВЧ-колебания, необходимо, чтобы сгустки электронного потока, сформированные при первом прохождении сквозь резонатор, проходили через резонатор при обратном движении в те моменты, когда в нём имеется тормозящее высокочастотное электрическое поле.

### Параметры и характеристики

#### КПД
Электронный КПД отражательных клистронов ниже, чем у пролётных клистронов, и его реально достижимое значение не превышает нескольких процентов.

#### Диапазон перестройки частот
В пределах каждой зоны генерации возможна электронная перестройка частоты. На практике её осуществляют изменением напряжения на отражателе, так как ток в цепи отражателя равен нулю и управление частотой генерации происходит без затрат мощности.
Диапазон электронной перестройки частоты у отражательных клистронов обычно не превышает 0,5 % от среднего значения частоты.
Также возможна механическая перестройка частоты. Она осуществляется путём изменения частоты резонатора. Различают два вида механической перестройки: индуктивную и емкостную.
Первая осуществляется посредством настроечных винтов и поршней, с помощью которых изменяют объём полости резонатора. Во втором варианте вторая сетка резонатора натянута на упругую гофрированную диафрагму, изгибая которую можно изменять расстояние между сетками резонатора и тем самым — межсеточную электрическую ёмкость. Диапазон механической перестройки составляет примерно 25 % от средней частоты, что значительно больше диапазона электронной перестройки. Но при этом скорость перестройки невелика и определяется скоростью механического перемещения.

## Применение

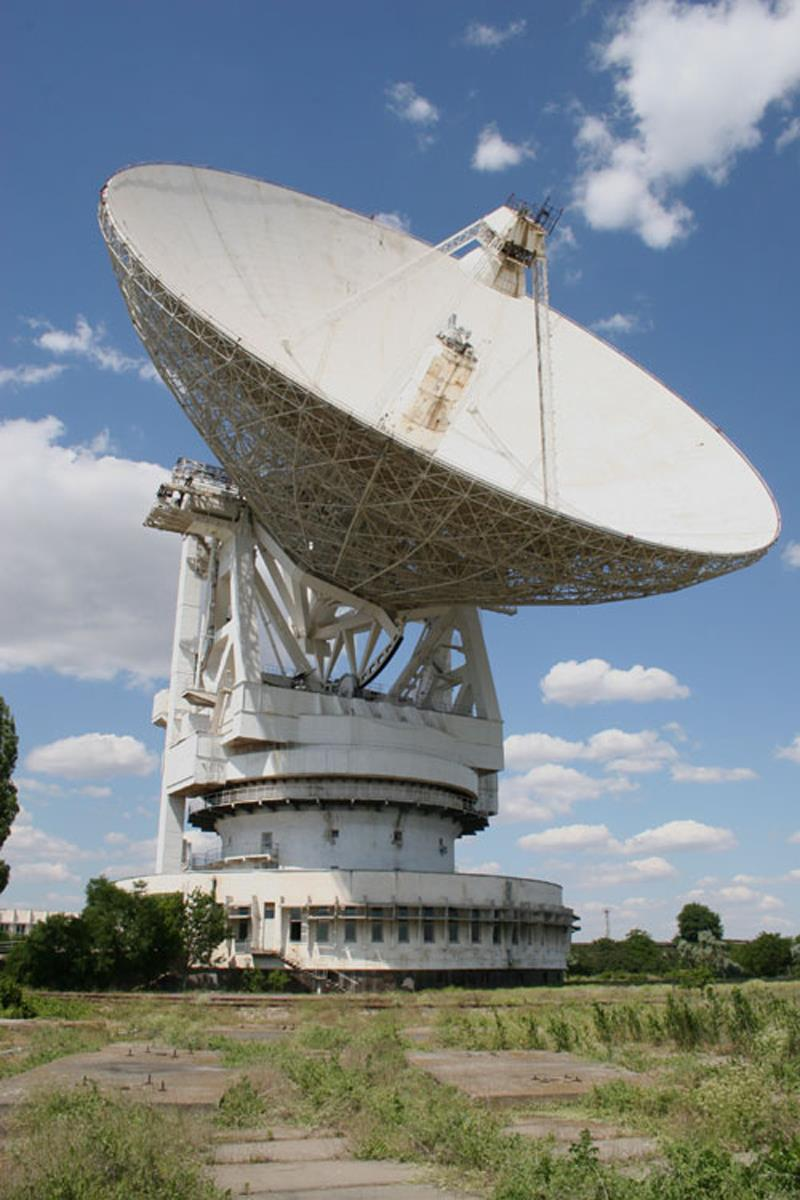
Передатчик планетного радара РТ-70 использует клистроны КУ-342

Пролётные клистроны являются основой всех мощных СВЧ-передатчиков когерентных радиосистем, где реализуется стабильность частоты и спектральная чистота высокостабильных водородных стандартов частоты. В частности, в выходных каскадах самых мощных в мире радиолокаторов для исследования астероидов и комет (радиолокационные телескопы, планетные и астероидные радары), которые расположены в обсерваториях Аресибо (Пуэрто-Рико), Голдстоуне (Калифорния) и Евпатории (Крым), используются именно пролётные клистроны с водяным охлаждением. Полупроводниковых заменителей мощных пролетных клистронов по состоянию на 2023 год никем в мире не создано.
Отражательные клистроны применяются в различной аппаратуре в качестве маломощных СВЧ-генераторов. Вследствие низкого КПД их не используют для получения больших мощностей и применяют обычно в качестве гетеродинов СВЧ-приёмников, в измерительной аппаратуре и в маломощных передатчиках. Их основные преимущества заключаются в конструктивной простоте и возможности электронной перестройки частоты. Отражательные клистроны имеют высокую надёжность и не требуют применения фокусирующей системы электронного пучка.
В настоящее время в тех применениях, где не требуется высокая стойкость к ионизирующим излучениям, генераторы на отражательных клистронах вытесняются полупроводниковыми генераторами СВЧ — диодами Ганна и лавинно-пролётными диодами.